# سباق طواف فرنسا 1968
سباق طواف فرنسا 1968 من سلسلة سباقات سباق طواف فرنسا. أقيم هذا السباق في تاريخ 27 يونيو - 21 يوليو، 1968 على 22+Prologue, including three split stages مراحل. بعد مرور 133 ساعة و49 دقيقة و42 ثانية وبعد طي 4684 كم بمتوسط 34.894 كم في الساعة فاز بالميدالية الذهبية يان يانسن من هولندا، فيما حصد هيرمان فان اسبرينغل من بلجيكا الميدالية الفضية، وكانت الميدالية البرونزية من نصيب فرديناند براك من بلجيكا.

## الميداليات
| ذهب                | فضة                          | برونز                  |
| يان يانسن - هولندا | هيرمان فان اسبرينغل - بلجيكا | فرديناند براك - بلجيكا |